# Joseph L. Mankiewicz
Joseph Leo Mankiewicz (11. februar 1909 i Wilkes-Barre, Pennsylvania, USA – 5. februar 1993 i Bedford, New York, USA) var en amerikansk filminstruktør.
Han var manuskriptforfatter for Paramount-selskabet fra 1929 og instruktørdebuterede i 1946. 
Hans karriere skød fart da han blev tildelt Oscar-priser både for instruktion og manuskript to år i træk, for A Letter to Three Wives (Husveninden, 1949) og All About Eve (Alt om Eva, 1950). Hans teksttro Shakespeare-film Julius Cæsar (1953) regnes som en af de bedre i genreren, mens den dyre Cleopatra (1963) med Elizabeth Taylor i titelrollen blev en økonomisk katastrofe. Mankiewicz skrev som regel manuskriptet selv, og hans bedste film kendetegnes af verbale konfrontationer og vittige replikker. Han har fået en stjerne på Hollywood Walk of Fame.
Hans bror var den betydelige manuskriptforfatter Herman J. Mankiewicz (1897-1953) som bl.a. skrev manuskript til Citizen Kane (Den store mand, 1941).